# Mashed Potatoes
Mashed Potatoes è il secondo album del cantante pop statunitense Steve Alaimo, pubblicato dalla Checker Records nel 1962.

## Tracce

### LP (1962, Checker Records, LP 2983)
Lato A
1. Mashed Potatoes, Part 1 – 2:25 (Dessie Rozier)
2. Ooh, Poo-Pah-Doo – 2:30 (Jessie Hill)
3. She's My Baby – 2:25 (Robert Alaimo, Steve Alaimo)
4. I Like It Like That – 2:04 (Chris Kenner)
5. Peanut Butter – 1:59 (Hidle Brown Barnum, Martin Cooper, Fred Sledge Smith, Cliff Goldsmith)
6. You're So Fine – 2:12 (Lance Finney, Willie Schofield)

Durata totale: 13:35
Lato B
1. Mashed Potatoes, Part 2 – 2:19 (Dessie Rozier)
2. Ya-Ya – 2:29 (Lee Dorsey)
3. Hully Gully with Me – 2:45 (Dessie Rozier)
4. Heart Break – 2:46 (testo: Carlee Hoyles – musica: Jon Thomas)
5. Baby What You Want Me to Do – 2:14 (Jimmy Reed)
6. I Got a Woman – 3:52 (Ray Charles)

Durata totale: 16:25

## Musicisti
- Steve Alaimo – voce
- Altri musicisti non accreditati

### Produzione
- Mac Emerman – ingegnere delle registrazioni
- Howard Richman – foto copertina album originale
- Shelly Keats – note retrocopertina album originale[1]

## Classifica
Singoli
| Anno | Titolo del brano | Classifica | Posizione raggiunta |
| ---- | ---------------- | ---------- | ------------------- |
| 1962 | Mashed Potatoes  | Hot 100    | 81                  |